# Ƞ
Ƞ ، ƞ یکی از حروف منسوخ الفبای لاتین است. این حرف در زبان لاکوتا نشان‌دهندهٔ واکهٔ خیشومی بود. ولی سپس  ŋ جایگزین آن شد. 
در الفبای آوانگاری بین‌المللی میان سال‌های ۱۹۵۱ تا ۱۹۷۶ میلادی /ƞ/ نشان‌دهندهٔ آوای هجایی خیشومی لثوی بود. ولی امروزه /n̩/ جای‌گزین آن شده است.